# جزرية (حلوى)
الجزرية هي حلوى تركية تقليدية شبه هُلامية مصنوعة من الجزر المكرمل وجوز الهند المبشور والجوز المحمص أو البندق أو الفستق. تُقطع رقائقَ مستطيلة بحجم علبة الثقاب وتقدم في المناسبات الخاصة. نشأت من مقاطعة مرسين التركية في شرق البحر الأبيض المتوسط. يُسلق الجزر المبشور أولاً ثم يُحمص بالسكر ويُرش عليه مسحوق جوز الهند ويُوضع فيه الفستق أو البندق أو الفول السوداني أو الجوز .
ثمة أنواعٌ تستبدل فيها التين أو معجون التمر بالجزر. الاسم التركي مأخوذٌ من العربية.